# دیگو ریموندی
دیگو ریموندی (انگلیسی: Diego Raimondi؛ زادهٔ ۲۷ دسامبر ۱۹۷۷) بازیکن فوتبال اهل آرژانتین است.
از باشگاه‌هایی که در آن بازی کرده‌است می‌توان به باشگاه فوتبال پروجا، باشگاه فوتبال پیزا، و باشگاه فوتبال کوزنتسا کالچو اشاره کرد.